# アメリカ合衆国消防局

アメリカ合衆国消防局の紋章

アメリカ合衆国消防局（アメリカがっしゅうこくしょうぼうきょく、英：United States Fire Administration、USFA）は、国土安全保障省の外局である連邦緊急事態管理庁の一部門として設置されている連邦政府の消防機関である。メリーランド州フレデリック郡エミッツバーグ近郊の非法人地域に本部がある。公式ウェブサイトによると「アメリカ合衆国国土安全保障省連邦緊急事態管理庁 (FEMA)　の組織として、アメリカ合衆国消防局は火災及び救急医療サービス (EMS) と関係者を支援し、強化し、全ての危険に備え、予防し、軽減し、対応することを使命とする。」

## 歴史
1974年11月1日、ジェラルド・R・フォード大統領が、1974年連邦火災予防・管理法 (公法43-198) に署名し、今日ではアメリカ合衆国消防局として設置されている国家火災予防・管理局を設置した。この法律は、1973年の火災予防と管理に関する国家委員会のレポートである『アメリカ・バーニング』に基づいて制定された。レポートの作成者らは、アメリカでは火災によって年間12,000人が死亡し、30万人が負傷し、合計で114億ドルもの財産が損失していると報告した。1975年4月11日、ジェラルド・R・フォード大統領は、オハイオ州の消防局長デビッド・A・ルヒトを国家火災予防・管理局の次長に指名すると発表した。次いで1975年7月24日、ジェラルド・R・フォード大統領は、火災予防と管理に関する国家委員会の事務局長を務めていたハワード・D・ティプトンを局長に指名した。2017年から2021年にかけてキース・ブライアントが局長を務め、2021年1月20日から、現職の次長トーニャ・フーバーが、局長代行を務めていた。

## 概要
アメリカ合衆国消防局は、1974年連邦火災予防・管理法に基づき、火災事故に関する統計の体系的な収集 (全国火災事件報告システム) 、公的火災教育キャンペーン資料の作成、助成金や資金に関する情報など、消防に関連する連邦政府の事務の多くを管理している。また、公認された安全なホテルの登録や家庭の火災安全に関する情報も提供している。消防局は、1979年3月にセント・ジョセフ大学から買収したメリーランド州エミッツバーグのキャンパスに国立緊急事態訓練センター (NETC) を設置した。NETCは、国立消防大学校と緊急事態管理研究所から構成されている。アメリカ内外の消防士や関係者は、それぞれの地域社会における緊急サービスを、更に向上させるために、NETCのコースに参加している。

## 組織
2021年12月7日現在の組織は、以下の通り。
- 国土安全保障長官、アレハンドロ・マヨルカス
  - 連邦緊急事態管理庁長官、ディーン・クリスウェル
    - 消防局長、ロリ・ムーア=メレル
      - 消防局次長、トーニャ・フーバー
        - 国立消防大学校校長、エリックス・ガブリックス
        - 総務部長、リチャード・パトリック
        - NETC・統制・支援部長、アル・フルマン